# Giacomo Gianniotti
Giacomo Keaton Gianniotti (Roma, 19 giugno 1989) è un attore italiano naturalizzato canadese.

## Biografia
Nato a Roma, da Giorgio e Isabelle, giovanissimo si trasferisce con la famiglia a Toronto, in Canada. Cresce tra Roma e Toronto ed è bilingue: parla italiano e inglese. Prima di trasferirsi in Canada, esordisce a soli dieci anni con un piccolo ruolo nel film La bomba (1999) di Giulio Base, girato a Cinecittà, dove recita al fianco di Shelley Winters e Alessandro Gassman. Si è diplomato al Humber College's Theatre Program e ha completato gli studi di recitazione al Norman Jewison's Canadian Film Centre, di Toronto.
Ha recitato in teatro nell'opera The Little Years di John Mighton, prodotta da Tarragon Theatre e candidata a sette Dora Mavor Moore Awards. Ha recitato in varie serie televisive, tra cui Copper, Reign, I misteri di Murdoch e Selfie. Dal 2015 al 2021 ha ricoperto il ruolo del dottor Andrew DeLuca nella serie televisiva Grey's Anatomy, prima come guest nell'undicesima stagione della serie, poi come membro ricorrente per nove episodi, in seguito come membro regolare per i restanti quindici episodi della dodicesima stagione e quindi fino alla quindicesima stagione. 
Ottiene un ruolo in Race - Il colore della vittoria di Stephen Hopkins, film biografico sulla vita di Jesse Owens, uscito nel 2016. Il 14 aprile 2022 ottiene il ruolo di Diabolik subentrando a Luca Marinelli in Diabolik - Ginko all'attacco! e poi in Diabolik - Chi sei?, affiancato da Miriam Leone, Monica Bellucci e Valerio Mastandrea e diretto dai Manetti Bros..
Nel 2024 interpreta nel ruolo di protagonista, il personaggio di Elia, all’interno della miniserie Netflix intitolata Inganno assieme all’attrice Monica Guerritore.

### Vita privata
È sposato con la truccatrice Nichole Gustafson, di nove anni più grande di lui.

## Filmografia

### Attore

#### Cinema
- La bomba, regia di Giulio Base (1999)
- Race - Il colore della vittoria (Race), regia di Stephen Hopkins (2016)
- The Cuban, regia di Sergio Navarretta (2019)
- Diabolik - Ginko all'attacco!, regia dei Manetti Bros. (2022)
- Diabolik - Chi sei?, regia dei Manetti Bros. (2023)

#### Televisione
- Medicina generale – serie TV, episodio 2x24 (2010)
- Beauty and the Beast – serie TV, episodio 1x20 (2013)
- Copper – serie TV, 3 episodi (2013)
- Time Tremors – serie TV, episodio 1x07 (2013)
- Reign – serie TV, 5 episodi (2014)
- I misteri di Murdoch (Murdoch Mysteries) – serie TV, 9 episodi (2013-2014)
- Selfie – serie TV, 10 episodi (2014)
- Marilyn - La vita segreta (The Secret Life of Marilyn Monroe), regia di Laurie Collyer – miniserie TV (2015)
- Backpackers – serie TV, 6 episodi (2015)
- Grey's Anatomy – serie TV, 136 episodi (2015-2021)
- Station 19 – serie TV, 3 episodi (2018-2021)
- From Scratch - La forza di un amore, regia di Nzingha Stewart e Dennie Gordon – miniserie TV, puntata 1 (2022)
- Wild Cards – serie TV (2024-in corso)
- Inganno, regia di Pappi Corsicato – miniserie TV (2024)

### Doppiatore
- Giacomo in Luca (versione americana e versione italiana)
- Marvel's Avengers – videogioco (2020)
- Horizon Forbidden West – videogioco (2022)

## Doppiatori italiani
Nelle versioni in italiano dei suoi lavori, Giacomo Gianniotti è stato doppiato da:
- Marco Vivio in Grey's Anatomy,[5] Station 19
- Luca Ferrante in Reign
- Andrea Mete in Marilyn - La vita segreta

Da doppiatore è stato sostituito da:
- Alessandro Capra in Marvel's Avengers
- Massimo Triggiani in Horizon Forbidden West